# EMF
EMF é uma banda britânica de rock eletrônico formada em 1989. Seu primeiro single, "Unbelievable", chegou ao terceiro lugar na parada de singles do Reino Unido e à primeira posição na Billboard Hot 100 dos Estados Unidos. Seu álbum de estreia, Schubert Dip, chegou à terceira colocação na parada de álbuns do Reino Unido.

## Discografia

### Álbuns
| Ano  | Álbum        | GBR | AUS | NZ | EUA |
| ---- | ------------ | --- | --- | -- | --- |
| 1991 | Schubert Dip | 3   | 44  | 8  | 12  |
| 1992 | Stigma       | 19  | —   | —  | —   |
| 1995 | Cha Cha Cha  | 30  | —   | —  | —   |

### Singles
| Title                                      | Year | GBR | AUS | BEL (FL) | ALE | IRL | HOL | NZ | SUÍ | EUA | US Alt | Álbum                              |
| ------------------------------------------ | ---- | --- | --- | -------- | --- | --- | --- | -- | --- | --- | ------ | ---------------------------------- |
| "Unbelievable"                             | 1990 | 3   | 8   | 4        | 9   | 5   | 6   | 12 | 3   | 1   | 3      | Schubert Dip                       |
| "I Believe"                                | 1991 | 6   | 54  | 32       | 26  | 2   | 28  | 35 | 6   | —   | 10     | Schubert Dip                       |
| "Children"                                 | 1991 | 19  | 49  | —        | 40  | 5   | —   | 39 | 18  | —   | 26     | Schubert Dip                       |
| "Lies"                                     | 1991 | 28  | —   | —        | 99  | 18  | —   | —  | —   | 18  | 27     | Schubert Dip                       |
| "They're Here"                             | 1992 | 29  | —   | —        | —   | —   | —   | —  | —   | —   | 27     | Stigma                             |
| "It's You"                                 | 1992 | 23  | —   | —        | —   | —   | —   | —  | —   | —   | —      | Stigma                             |
| "Perfect Day"                              | 1995 | 27  | —   | —        | —   | —   | —   | —  | —   | —   | —      | Cha Cha Cha                        |
| "Bleeding You Dry" (apenas no Reino Unido) | 1995 | —   | —   | —        | —   | —   | —   | —  | —   | —   | —      | Cha Cha Cha                        |
| "I'm a Believer" (com Reeves and Mortimer) | 1995 | 3   | —   | —        | —   | 17  | —   | —  | —   | —   | —      | sem álbum                          |
| "Afro King"                                | 1995 | 51  | —   | —        | —   | —   | —   | —  | —   | —   | —      | sem álbum                          |
| "Incredible"                               | 2001 | —   | —   | —        | —   | —   | —   | —  | —   | —   | —      | The Best of EMF: Epsom Mad Funkers |
| "Let's Go"                                 | 2001 | —   | —   | —        | —   | —   | —   | —  | —   | —   | —      | The Best of EMF: Epsom Mad Funkers |